# П'єдра (Колорадо)
П'єдра (англ. Piedra) — переписна місцевість (CDP) в США, в окрузі Гінсдейл штату Колорадо. Населення — 31 особа (2020).

## Географія
П'єдра розташована за координатами 37°26′30″ пн. ш. 107°10′6″ зх. д. / 37.44167° пн. ш. 107.16833° зх. д. (37.441795, -107.168427).  За даними Бюро перепису населення США в 2010 році переписна місцевість мала площу 30,10 км², уся площа — суходіл.

## Демографія
Згідно з переписом 2010 року, у переписній місцевості мешкало 28 осіб у 10 домогосподарствах у складі 8 родин. Густота населення становила 1 особа/км².  Було 74 помешкання (2/км²).
Расовий склад населення:
| - 89,3 % — білих - 10,7 % — корінних американців |

До двох чи більше рас належало 0,0 %. Частка іспаномовних становила 7,1 % від усіх жителів.
За віковим діапазоном населення розподілялося таким чином: 10,7 % — особи молодші 18 років, 75,0 % — особи у віці 18—64 років, 14,3 % — особи у віці 65 років та старші. Медіана віку мешканця становила 46,3 року. На 100 осіб жіночої статі у переписній місцевості припадало 154,5 чоловіків;  на 100 жінок у віці від 18 років та старших — 127,3 чоловіків також старших 18 років.
Цивільне працевлаштоване населення становило 23 особи. Основні галузі зайнятості: мистецтво, розваги та відпочинок — 69,6 %, сільське господарство, лісництво, риболовля — 17,4 %, освіта, охорона здоров'я та соціальна допомога — 13,0 %.